# Nelsonville (Ohio)
Nelsonville és una població dels Estats Units a l'estat d'Ohio. Segons el cens del 2000 tenia 5.230 habitants.

## Demografia
Segons el cens del 2000, Nelsonville tenia 5.230 habitants, 2.036 habitatges, i 1.060 famílies. La densitat de població era de 406,3 habitants/km².
Dels 2.036 habitatges en un 23,5% hi vivien nens de menys de 18 anys, en un 33,4% hi vivien parelles casades, en un 13,3% dones solteres, i en un 47,9% no eren unitats familiars. En el 32,4% dels habitatges hi vivien persones soles l'11,2% de les quals corresponia a persones de 65 anys o més que vivien soles. El nombre mitjà de persones vivint en cada habitatge era de 2,27 i el nombre mitjà de persones que vivien en cada família era de 2,87.
Per edats la població es repartia de la següent manera: un 18,5% tenia menys de 18 anys, un 28,7% entre 18 i 24, un 24,6% entre 25 i 44, un 16,1% de 45 a 60 i un 12% 65 anys o més.
L'edat mediana era de 27 anys. Per cada 100 dones de 18 o més anys hi havia 114,4 homes.
La renda mediana per habitatge era de 20.634 $ i la renda mediana per família de 27.122 $. Els homes tenien una renda mediana de 26.875 $ mentre que les dones 16.509 $. La renda per capita de la població era d'11.552 $. Aproximadament el 22,9% de les famílies i el 33,9% de la població estaven per davall del llindar de pobresa.

## Poblacions més properes
El següent diagrama mostra les poblacions més properes.